# Jolanta Piętek
Jolanta Piętek (Radom, 18 oktober 1963) is een Poolse theater- en filmactrice. Ze studeerde in 1986 af aan het Aktorskim Państwowej Wyższej Szkoły Teatralnej in Warschau.